# Telekommunikationslinie
Telekommunikationslinien sind nach § 3 Nr. 26 des deutschen Telekommunikationsgesetzes (TKG) unter- oder oberirdisch geführte Telekommunikationskabelanlagen einschließlich ihrer zugehörigen Schalt- und Verzweigungseinrichtungen, Masten und Unterstützungen, Kabelschächte und Kabelkanalrohre.
Große Bedeutung hat der Begriff im Zusammenhang mit dem Nutzungsrecht an Grundstücken zur Unterbringung solcher Linien im Sinne der §§ 68 und § 76 TKG.
Nicht drahtgebundene Telekommunikationsverbindungen (z. B. Funkverbindungen) gehören nicht zu den Telekommunikationslinien im Sinne des TKG.